# (6180) Bystritskaya
(6180) Bystritskaya es un asteroide perteneciente al cinturón de asteroides, región del sistema solar que se encuentra entre las órbitas de Marte y Júpiter, descubierto el 8 de agosto de 1986 por Liudmila Chernyj desde el Observatorio Astrofísico de Crimea (República de Crimea).

## Designación y nombre
Designado provisionalmente como 1986 PX4. Fue nombrado Bystritskaya en homenaje a Ehlina Avraamovna Bystritskaya, reconocida actriz soviética. Trabajó en el Teatro Malyj de Moscú desde 1958, siendo especialmente popular por sus brillantes papeles en varias películas.

## Características orbitales
Bystritskaya está situado a una distancia media del Sol de 2,443 ua, pudiendo alejarse hasta 2,966 ua y acercarse hasta 1,920 ua. Su excentricidad es 0,214 y la inclinación orbital 1,154 grados. Emplea 1395,01 días en completar una órbita alrededor del Sol.

## Características físicas
La magnitud absoluta de Bystritskaya es 14,1. 